# Nomi Prins
Nomi Prins är en amerikansk författare, journalist och senior fellow på Demos. Hon har varit VD (Managing Director) på Goldman Sachs och vice VD (Senior Managing Director) på Bear Stearns, liksom även strateg på Lehman Brothers och analytiker vid Chase Manhattan Bank. Hon är känd för boken All the Presidents' Bankers i vilken hon redogör för ett århundrade av nära relationer mellan 19 amerikanska presidenter, från Teddy Roosevelt till Barack Obama, och de största bankirerna i världen under denna period. Hon är också känd för boken It Takes a Pillage: Behind the Bonuses, Bailouts, and Backroom Deals from Washington to Wall Street, för sina åsikter om USA:s ekonomi och att Glass Steagall Act bör återinföras samt för publiceringen av statistik gällande federala program och initiativ relaterade till räddningspaketet i samband med finanskrisen 2008.